# Ċensu Tabone
Vincent « Ċensu » Tabone, né le 30 mars 1913 à Victoria (Malte) et mort le 14 mars 2012 à San Ġiljan (Malte), est un homme d'État maltais, président de 1989 à 1994.

## Biographie
Ċensu Tabone est diplômé de l'Université de Malte en pharmacie (1933) et en médecine (1937), après quoi il se spécialise en ophtalmologie. Il fonde en 1954 le Medical Officers Union (aujourd'hui la Medical Association) et en est le président pendant de nombreuses années.
En 1961, Ċensu Tabone entre au Comité exécutif du Parti nationaliste. Il en est ensuite secrétaire général pendant dix ans puis son leader adjoint pendant cinq ans. En 1978, il est élu président du Comité exécutif, poste qu'il occupe jusqu'en août 1985.
Député en 1966, puis consécutivement ministre du Travail, de l'Emploi et de la Santé (1966-1971), il devient ministre des Affaires Étrangères en 1987 avant d'être élu président de Malte en 1989. 